# Dahir Riyale Kahin
Dahir Riyale Kahin (né le 12 mars 1952) a été vice-président du gouvernement de Mohamed Ibrahim Egal et président du Somaliland entre le 3 mai 2002 et le 27 juillet 2010.

## Biographie
Les postes précédents de Kahin comprenaient un poste diplomatique à l'ambassade de Somalie à Djibouti.
Au cours des dernières années du gouvernement de Siad Barre, dans les années 1980, Kahin était l'officier le plus haut gradé du Service de sécurité nationale (NSS) à Berbera. Il était en poste à Las Anod de 1981 à 1982. 
De 1997 à 2002, Kahin a été vice-président du Somaliland.
Le 3 mai 2002, Kahin est devenu le troisième président du Somaliland, après la mort du président de la région autonome, Mohamed Ibrahim Egal. Kahin a ensuite remporté l'élection présidentielle du 14 avril 2003, représentant l'Ururka Dimuqraadiga Umada Bahawday (UDUB), ou Parti populaire démocratique unifié. Il a prêté serment le 16 mai de la même année.
En 2008, Kahin a créé par décret de nouvelles régions et districts, ce qui a suscité des critiques. Les régions et les districts du Somaliland ne sont pas seulement un instrument pour l'organisation du gouvernement local, ils sont également utilisés comme districts électoraux. La décision de Kahin a été considérée par plusieurs observateurs comme ayant des motifs enracinés dans la politique électorale et clanique. De plus, comme ces nouvelles régions et districts n'ont jamais été délimités géographiquement, ils ont fait valoir qu'il avait imposé à la région un héritage qui entrave l'organisation efficace du gouvernement local à ce jour.
Tout au long de son mandat à la présidence du Somaliland, Kahim a cherché à maintenir la paix et la tranquillité dans la région. Son administration a contribué à diverses initiatives de renforcement de l'État et de développement institutionnel. En termes de démocratisation, son gouvernement a également organisé avec succès des élections aux conseils locaux, des élections parlementaires et deux élections présidentielles. En outre, Kahin est réputé pour avoir transféré pacifiquement le pouvoir à son successeur en exercice, le président Ahmed Mahamoud Silanyo.